# Sanniasin

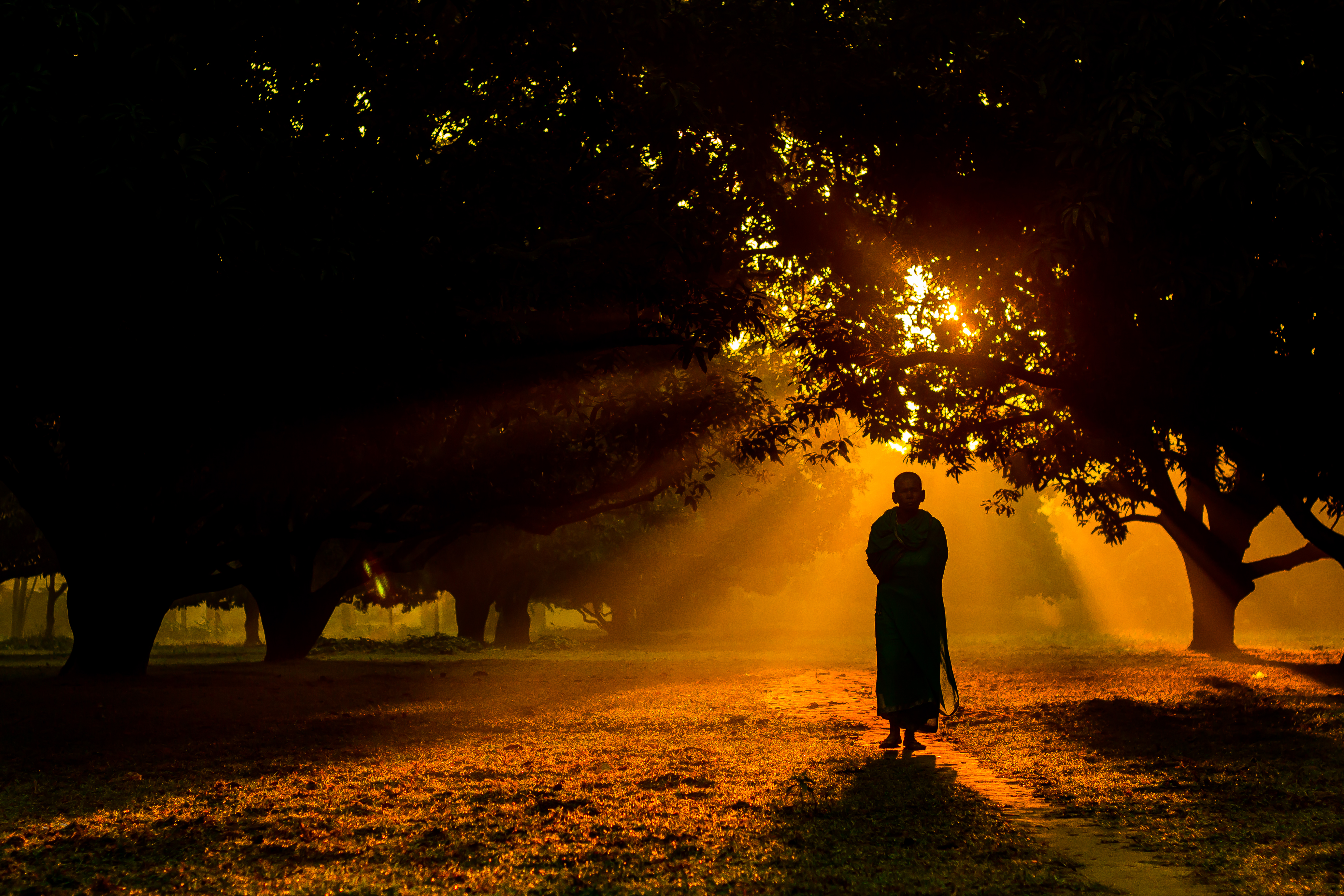
Un monje hindú caminando por un jardín de mangos al amanecer en Dinashpur (Bangladés).

En el sanathana dharma, el sannyasi (‘renunciante’ en idioma devanaghari) es la persona de la casta brahmánica que es excluido en determinado grado de los deberes védicos de casta. Siendo la paramahansa sannyasa la etapa de la renuncia que excluye al brahmán completamente de dichos deberes. Etapa que se conoce popularmente bajo el título genérico de sannyasa; la cual se conceptualiza tradicionalmente para hombres o mujeres como una etapa del Áshram en los últimos años de su vida, pero que para el caso de los jóvenes brahmacharis, han tenido la opción de pasar directamente y saltarse las etapas de cabeza de familia y de jubilación, para renunciar a las actividades mundanas y materialistas y dedicar sus vidas a las actividades espirituales.

## Etimología
- saṃnyāsin, en el sistema AITS (alfabeto internacional para la transliteración del sánscrito).
- संन्यासिन्, en escritura devanagari del sánscrito.
- Pronunciación: [samniásin].[4]
- Etimología: sanniasin proviene de sanniasa, que significa ‘completa renuncia" (sam: ‘completo’, y niasa: ‘renuncia’)[4] (que se diferencia del concepto de Tyāga, que significa - "renunciar con generosidad a lo que uno probablemente podría haber conservado").

## Suami o gosuami
Los hombres que toman sanniasa cambian su nombre, y le agregan el epíteto «suami» (svāmī) Íshwara , que significa ‘propietario, dueño, amo, general de un ejército, esposo, amante, rey, príncipe’ y por extensión una maestría espiritual, brahmán o pandit (erudito) cuya única riqueza es espiritual. Por ejemplo: Sridhar Suami, Govinda Suami, etc.
En el movimiento Hare Krishna, si el devoto que toma sanniasa se casó después de haber entrado al movimiento, recibe el epíteto Gosuami (‘amo de los sentidos’, que ellos escriben Goswami); en cambio si nunca estuvo casado mientras fue devoto, se le agrega el epíteto Suami (que ellos escriben Swami).

## Interpretaciones importantes
La sannyasa está fundamentalmente considerada hacia dos ángulos: el del guruparampara y el de la doctrina literal. El guruparampara habla de la relación gurú-chellah. Y en el caso de la sannyasa de la tradición oral basada en dicha relación. La doctrina literal en cambio se refiere a la dependencia llana del texto. En el caso de la sannyasa dicha dependencia deriva en una renuncia basada sobre el texto doctrinal.
|                | Interpretación Oral | Interpretación Literal |
| -------------- | --- | --- |
| Concepto       | Sannyasa es el estado más elevado del alma que ha sido conservada durante milenios por un linaje ininterrumpido de Gurús que han realizado en sí mismos la Divinidad. | Sannyasa es una tradición discipular pseudomonástica que aparece descrita en los Upanishads como un estado de pérdida de algunos privilegios de casta y la obtención de determinado conocimiento.                                                            |
| Sub-divisiones | No hay una (1) sannyasa sino diez (10) linajes de sannyasa de entre el siglo III y V derivados del iniciador Adi Shankara.                                            | Hay más de cinco (5) clases de sannyasa someramente descritos que sólo implican alimentación y signos exteriores. Así como ciertos rituales. |
| Condiciones    | La iniciación a la sannyasa es una decisión del Gurú. Implica un privilegio porque implica la consecución de la Conciencia Divina en el discípulo.                    | En los Upanishads se describen al menos dos (2) o tres (3) causas de renuncia que incluyen ciertas incapacidades para pensar o actuar. Depende de la voluntad activa del creyente conjuntamente con la recitación de los fórmulas prescritas en la norma.    |
| Derivaciones   | El Gurú puede dejar ir a casa a un discípulo a su consideración. De la misma manera ello no implica necesariamente una ruptura dado que el Gurú es Dios en sí mismo.  | Los Upanishads no describen circunstancias bajo las cuales se revierta o se redirija la renuncia. Al mismo tiempo se enfatiza aún más ciertamente en la posibilidad que tiene el brahmín de renunciar. Pero no el sentido opuesto u otro sentido tangencial. |

## Todo Sobre Abhaya-Pradāna
En la actualidad se reconoce esta investidura como un acto revestido de misticismo y romance espiritual que al parecer antes no existía. El aspirante es presentado frente a un cuerpo de aguas generalmente de cara al norte geográfico. Es despojado de sus vestiduras brahmánicas de color blanco (llegando a quedar desnudo), de su cordón de brahmachary y del cabello que le queda de su tonsura parcial llegando a ser total. El aspirante recita la Fórmula de Renuncia o Praiṣoccāraṇa y la Fórmula de No violencia o Abhaya-Pradāna (que no son una sola fórmula consagratoria sino dos). Ya luego el aspirante se aleja hacia el Hogar Norte u Hogar Kailasa desechando el miedo y dejando detrás el temor.
Cuando el Gurú pronuncia las palabras: "Oh Inmortal, Ven Aquí". Y allí si el aspirante deja detrás de él sus pertenencias abrazando la desnudez y la itinerancia del peregrino este no regresa al Math y a la jurisdicción del Gurú. En cambio, si este regresa es vestido con hábitos naranja, bastón de mando, marcas corporales, etc., recibe un nombre impuesto por el Gurú, la fórmula para la recitación del Pranava y la fórmula vedántica. Esta es una paráfrasis de la descripción de una consagración como renunciante ejecutada por un Jagadgurú cuyos detalles están en el pie de página. Siga la fuente para encontrar el texto original con detalles ampliados de este proceso.

## Kutires, Ashrams y Maths ¿Monasterios?
Las localidades donde los sannyasines moran en ninguna manera son monasterios, en tanto en que para nada son monjes. El monasticismo apenas durante el Siglo XX entró a India a través de la inculturación del evangelio. De tal manera que como sea se trata de grupos mendicantes o eremitas. Los cuales se llaman mendicantes por la acción que les brinda su sustento material al mendigar alimento. Lo cual los libra al mismo tiempo de la condición de monjes dado que el monasticismo es un invento occidental. Al mismo tiempo se podrían otros sannyasis categorizar como eremitas por lo cual quedan excluidos del monasticismo en tanto que el cenobismo reprueba este género de modus vivendi.
En general, los Kutires son ermitas donde mora sólo generalmente un Kutichaka Sannyasi. En cambio, a partir del Bahudaka Sannyasi en adelante se trata de mendicantes. Por lo cual por regla común toman su alimento de distintos templos asociados a su Math (el cual es un lugar donde reside un Sannyasi junto con aspirantes a la renuncia). Un Math es un poco distinto de un Ashram en tanto que un Ashram es más horizontal que un Math. Cuando hablamos de Math estamos asociando la Sannyasa a la jerarquía de los 10 linajes desprendidos de Adi Shankara. Y un Ashram en cambio puede ser más flexible que un Math. El cual generalmente se adhiere a normas más rígidas. El caso de Kurisumala Ashram es un caso de esa flexibilidad. Siendo al mismo tiempo un Monasterio Trapense.
A propósito de ello. Pentecostalismo o el Catolicismo han intentado confundir el ministerio o el monasticismo con la renuncia en beneficio propio. Por ello los ministros pentecostales o los monjes católicos que visten la tela azafrán e impulsan Ashrams a través de la India sin vinculación alguna con la Sannyasa Tradicional ni con los Upanishads para algunos estarían engañandose a sí mismos. Por ello puede ser que Kurisumala sea un Ashram y un Monasterio pero en ninguna manera serían sannyasis. Porque los sannyasis son hinduistas y los monjes son católicos. Estos eventos desembocaron eventualmente en una legislación que prohibió las conversiones en India.

## Sanniasa Upanishads
De los 108 Upanishads del canon muktika, se considera que 23 son Sanniasa Upanishads, o sea Upanishadas que un sanniasin debe estudiar y practicar toda su vida.
La siguiente lista (en orden alfabético basado en los nombres en español) los muestra, junto con el Veda al que están asociados:
Del «Rig-veda»
1. Nirvāna-upanishad.

Del «Iáyur-veda»
Del Iáyur-veda blanco:
1. Adwaia tāraka-upanishad
2. Paramajamsa-upanishad
3. Yabala-upanishad.

Del Iáyur-veda negro:
1. Avadhuta-upanishad
2. Bhikshu-upanishad
3. Brahma-upanishad
4. Garbha-upanishad
5. Iāgñavalkia-upanishad
6. Katha-rudra-upanishad
7. Shatiaiani-upanishad
8. Shueta-ashuatara-upanishad
9. Teyo-bindu-upanishad
10. Turíiatita-upanishad
11. Varaja-upanishad.

Del «Sama-veda»
1. Aruneia-upanishad
2. Kundika-upanishad
3. Maitraiani-upanishad
4. Maitrei-upanishad
5. Sanniāsa-upanishad.

Del «Átharva-veda»
1. Parabrahma-upanishad
2. Paramahamsa parivrāyaka-upanishad
3. Parivrāt-upanishad (o Nārada parivrāyaka-upanishad).

## El neosanniás de Osho
Los seguidores del líder religioso indio Osho (Bhagwan Shree Rajneesh, 1931-1990) pueden recibir la orden de "sanniasa". Debido a las críticas de los hindúes ortodoxos (que encontraban insultante que un occidental tomara la sagrada orden de renuncia), Osho adaptó y cambió el nombre de la orden, y le agregó el prefijo griego neo (‘nuevo’), llamando a sus iniciados neosanniasin. Aunque actualmente el prefijo es raramente usado.
Así, el enfoque de Osho hacia el sanniás se aleja de la tradición hindú. El neosanniás de Osho es un camino de compromiso a la autoexploración y la meditación. Se diferencia del sanniás en que no implica renunciar al mundo. Para Osho no es necesario renunciar al mundo material, sino al pasado cultural del individuo y a los condicionamientos y sistemas de creencias que cada generación anterior le haya impuesto.
A los hombres que reciben la orden de neosanniás se les antepone a su nuevo nombre el término swami.